# Locminé
Locminé (bretonisch: Logunec'h) ist eine französische Gemeinde mit 4708 Einwohnern (Stand 1. Januar 2022) im Département Morbihan in der Region Bretagne.

## Geographie
Locminé liegt im Zentrum des Départements Morbihan und gehört zum Pays de Pontivy.
Nachbargemeinden sind Moréac im Norden, Bignan im Osten, Moustoir-Ac im Süden sowie Plumelin im Westen.
Locminé ist Schnittpunkt zahlreicher Straßen. Nördlich der Gemeinde führt die N 24 vorbei. Bei Locminé gibt es gleich drei Anschlüsse/Teilanschlüsse an diese.
Das Flüsschen Tarun fließt in südwestlicher Richtung durch die Gemeinde und bildet streckenweise die Gemeindegrenze zu Plumelin. Erwähnenswert ist auch der drei Hektaren große Teich Étang du Bois d'Amour.
Bis 1947 war Locminé ein kleiner Bahnknoten der Chemins de fer du Morbihan, die hier ihre Werkstätten hatte.

## Geschichte
Die Gemeinde gehört historisch zur bretonischen Region Bro-Gwened (frz. Vannetais) und innerhalb dieser Region zum Gebiet Bro Baod (frz. Pays de Baud) und teilt dessen Geschichte. Seit 1793 ist Locminé Hauptort eines eigenen Kantons. Während der Chouannerie, eines Aufstands königstreuer katholischer Christen in der Bretagne im Kontext der Französischen Revolution, war Locminé 1796 und 1799 Schauplatz zweier Schlachten (Batailles de Locminé) zwischen chouans und republikanischen Truppen.

### Bevölkerungsentwicklung
| Jahr      | 1962 | 1968 | 1975 | 1982 | 1990 | 1999 | 2006 | 2019 |
| Einwohner | 2442 | 2675 | 3396 | 3424 | 3346 | 3430 | 3922 | 4505 |

## Sehenswürdigkeiten
- Kirche Saint-Sauveur, eingeweiht an Weihnachten 1975, mit Resten der Fassade der Vorgängerkirche Saint-Colomban aus dem 16. Jahrhundert (Monument historique[4])
- Kapelle Notre-Dame-du-Plasquer aus dem 16. Jahrhundert bei der Place du Vieux-Marché
- Pfarrhaus der Kirche Saint-Colomban aus dem 18. Jahrhundert
- Kalvarienberg Calvaire de la Vraie-Croix aus dem 20. Jahrhundert (Nachbildung; Original aus dem 18. Jahrhundert) im gleichnamigen Ortsteil
- Kalvarienberg Calvaire du Pont-du-Chat aus dem 16. Jahrhundert beim Bürgermeisteramt im Zentrum von Locminé
- Lavoir aus dem 18. Jahrhundert in der Rue Alain-LeSage
- Brunnen Saint-Colomban (heutzutage fontaine blanche, Weißer Brunnen, genannt) aus dem Jahr 1631 auf der Place Joseph-Richard
- Brunnen aus dem 19. Jahrhundert auf dem Square Placide-Kerrand
- Überreste eines Beinhauses auf dem Dorffriedhof
- Wassermühle in Kerlevenez
- Ateliers Jan aus dem 19. Jahrhundert; hier wurden alle Schleusen für den Canal de Nantes à Brest gefertigt

Quelle:

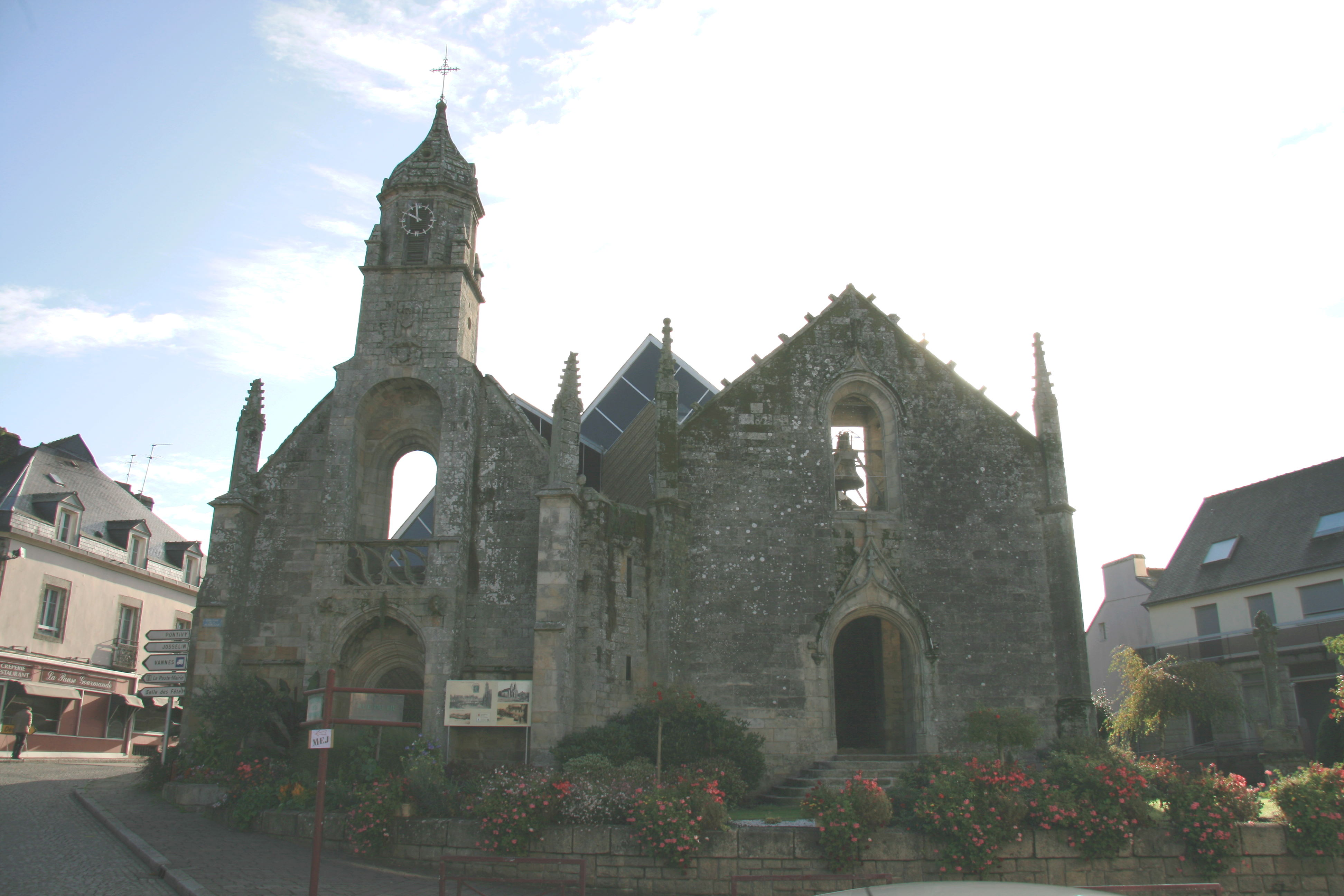
Kirche Saint-Sauveur in Locminé
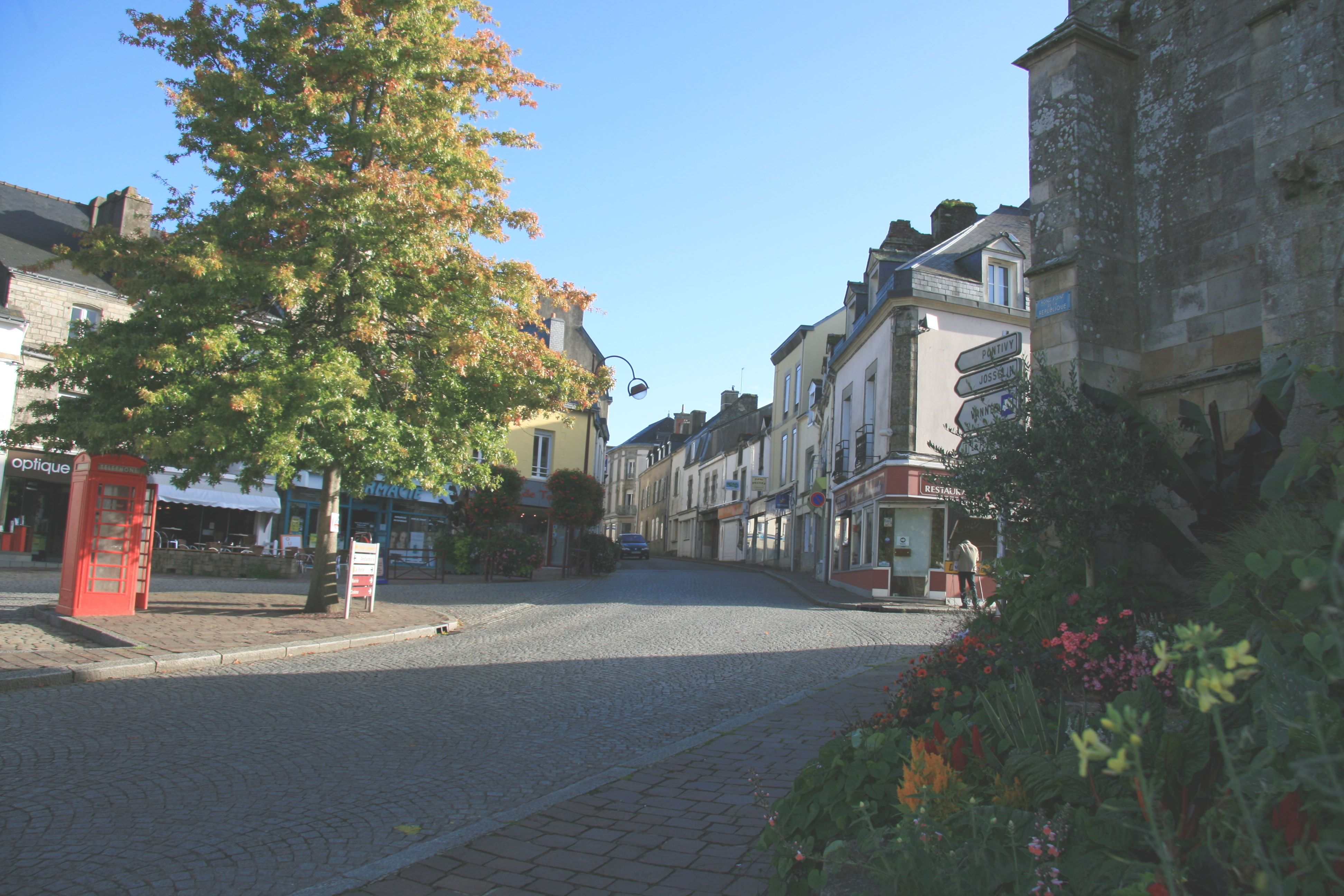
Platz der Republik in Locminé

## Städtepartnerschaften
- Medebach in Deutschland, seit dem 7. Juni 1992
- Pontardawe im Vereinigten Königreich